# Stazione di Yoyogi-Kōen
La Stazione di Yoyogi-Kōen (代々木公園駅?, Yoyogi-Kōen-eki) è una stazione della metropolitana di Tokyo, si trova a Shibuya. La stazione è servita dalla linea Chiyoda della Tokyo Metro.

## Struttura
La stazione è dotata di una piattaforma a isola con due binari.
| 1 | Linea Chiyoda | per Yoyogi-Uehara e Karakida       |
| 2 | Linea Chiyoda | per Ōtemachi, Ayase, Abiko e Hannō |

## Stazioni adiacenti
| «             | Servizio      | »              |
| Linea Chiyoda | Linea Chiyoda | Linea Chiyoda  |
| ------------- | ------------- | -------------- |
| Yoyogi-Uehara | -             | Meiji-Jingūmae |